# Beythe István
Beythe István (kői) (Németújvár vagy Kő, 1532 – Németújvár, 1612. május 3.) protestáns püspök, egyházi író; „a magyar botanika legkorábbi szakszerű búvára”.

## Élete
1559-ben Alsólindván tanító, azután a felsőbb iskolákban Sárváron tanár volt, 1565-ben az alsólindvaiak meghívták papjuknak. Innen 1574. április elején Sopronba ment papnak. Minthogy addig Kálvin tanához szított, az Ágostai hitvalláshoz ragaszkodó soproniak kívánságára az ortodox evangélikus püspök előtt új vizsgálat alá vetette magát. 1576-tól Batthyány Boldizsár gróf udvari papja volt Németújváron és az is maradt haláláig.
1582-ben jelen volt a pozsonyi országgyűlésen, ahol a nádor helyettese mellé rendelték ügyes-bajos dolgok eligazítására. 1585 júliusában a Vas vármegyei Hegyfalu templomában „a még egységes nyugat-dunántúli protestáns egyházkerület” püspökévé választották. Részt vett a csepregi kollokviumon (1591. június 2–3.), mely az evangélikusokat és reformátusokat végleg elszakította egymástól, ott Nádasdy kívánságára magyar nyelvű beszédet tartott. A szakítás után a reformátusok püspöke maradt. Élete vége felé szeme meggyengült, 1599-ben már nem sokat látott. Házi életéről készített följegyzéseiből tudjuk, hogy 1558. augusztus 27-én Pozantsits Margittal házasságra lépett, aki 1559. június 7-én meghalt; második nejével, Czypán Zsófiával 1561. január 26-án kelt egybe, ebből a házasságból született 1564-ben András fia.
Prédikációi annak idején a jelentős szónoki és vallásvédő munkák közé számítottak. Főműve: prédikációinak négy kötetből álló gyűjteménye (Németújvár, 1584) sok középkori hagyományt is megőrzött.
Néhány más vallásos munkát is írt és közreadott egy protestáns énekeskönyvet. Nevét a magyar botanika története is számontartja. Az 1580-as évek elején Batthyány Boldizsár gróf vendége volt Clusius (Charles de L’Écluse) botanikus; magyarországi növénygyűjtésében Beythe István támogatta; a fontosabb hazai növények latin – magyar névjegyzékét is ő állította össze.

## Munkái
- Miképpen a köröztyéni gyeüleközetben az köröztségöt. Ur vachorajat hazasok esköttetését, oldozatot, gyóntást etc. zolgaltassanak az egy hazi tanytok, arról iratott könyvechke. Gyzzing (Német-Ujvár), 1582.
- Köröztyeni tudomannak rövid summaja… Világosvár (Németujvár), 1582.
- Stirpium nomenclator Pannonicus. (Magyarországi növénynevek jegyzéke Authore Carolo Clusio Atrebate. Ujvarini, 1583.

Clusius (Charles de L’Écluse) németalföldi botanikusnak magyarországi növénygyűjtésében Beythe István nagy segítségére volt; ezt a munkáját is magyar szöveggel egy pár növény felvételével bővítve kiadta. Clusius a következő (1584) évben „Atrebatis rariorum aliquot stirpium per Pannoniam… Historiájá”-hoz kötve újra kiadta némi változtatással és a címlapon nevének kihagyásával. Czvittinger Dávid Specimen Hungariae Literataeben (52–66. l.) ismét közzétette; nemcsak a német neveket pótolta és a kevés hibásan szedett magyar nevet javította, hanem a lajstromot más nevekkel is szaporította, de kis mértékben a szöveget is megváltoztatta. Ezt a munkát nem csak Fabó András, hanem külföldiek is, így Pritzel Thes. Lit. Bot. Ed. nova 64. Beythének tulajdonítják. Ismerteti Kanitz Ágoston a Magyar Növénytani Lapokban, VII. 1883. és különnyomatban.
- Az evangeliomok magyarázatii… Német-Ujvár. 1584
- Esztendő által való vasárnapi epistolák. Uo. 1584
- Az zentök fö innepiiről valo evangeliomok[halott link]. Uo. 1584
- Fő innep napocra valo epistolak magyarázaty Archiválva 2016. március 7-i dátummal a Wayback Machine-ben. Uo. 1584
- Confessio fidei Németujvariensis certis comprehensa articulis. Németujvarini, 1597 (ma egy példányban sem ismeretes)
- Encomium ubiquisticum contra Brentianos. Uo. 1597 (egy példánya sem ismeretes)
- Énekes könyv (kótákkal), hihetőleg Németújvárott nyomatott; egyetlen ismert példánya, elöl és hátul csonkán. Nagy István könyvtárában volt, onnan később eltűnt. Csak csekély töredéke van meg Toldy Ferenc könyvtárában (Toldy, M. Költ. Tört. 2. kiad. 184. l.)
- Illyefalvi István, Cserényi Mihály, Csáktornyai Mátyás, Póli István, Beythe István, Baranyai Decsi János, Ceglédi Nyíri János, Munkácsi János és ismeretlen szerzők históriái, Telegdy Kata verses levele, Fortuna sorsvetőkönyv, naptárversek, 1587–1600; sajtó alá rend. Orlovszky Géza; Balassi, Bp., 2004 (Régi magyar költők tára)
- Beythe István ágendája. Németújvár, 1582; sajtó alá rend., szerk., tan. Fekete Csaba; DRHE Liturgiai Kutatóintézet, Debrecen, 2014 (A Debreceni Református Hittudományi Egyetem Liturgiai Kutatóintézetének kiadványai)

A decretumokhoz készített 1580-ban betűrendes átnézetet (később Esterházy-codex). Az 1587. március 12-én kihirdetett egyházi kanonait Tóth Ferencz közli.
Két latin levelét a 16. századból a pozsonyi evangélikus lyceum könyvtára őrzi. Pathai Istvánhoz írt latin üdvözlő versét ez kiadta Az sacramentomokról c. munkájának címe hátlapján 1592-ben.
Nevét: Bőite, Bőithe, Böythe, Beothe, Baite, Beite, Bejthe és Beithenek találjuk írva vagy nyomtatva, de ő mindig Beythenek írta magát.